# IK Возничего
IK Возничего (лат. IK Aurigae) — двойная затменная переменная звезда типа Алголя (EA) в созвездии Возничего на расстоянии (вычисленном из значения параллакса) приблизительно 21042 световых лет (около 6452 парсеков) от Солнца. Видимая звёздная величина звезды — от менее +17,5m до +16,6m. Орбитальный период — около 4,0522 суток.

## Характеристики
Первый компонент — жёлтая звезда спектрального класса G. Эффективная температура — около 5263 К.